# Церква святого Архістратига Михаїла (Велика Лука)
Церква святого Архістратига Михаїла у Великій Луці — парафія і храм греко-католицької громади Великоберезовицького деканату Тернопільсько-Зборівської архієпархії Української греко-католицької церкви в селі Велика Лука Тернопільського району Тернопільської области.

## Історія церкви
Згідно з архівними джерелами 1910 року, церква святого Архистратига Михаїла, збудована у 1650 році, належала до греко-католицької громади села Велика Лука. Вона була частиною Микулинецького деканату Львівської єпархії. За переказами, перші дерев'яні церква і дзвіниця згоріли. Згідно з шематизмом 1935 року, нова мурована церква була зведена в 1740 році.
Парафія і храм діяли в лоні УГКЦ до 1946 року. Згодом, до 1990 року, вони належали до РПЦ. У 1990 році парафія знову повернулася до УГКЦ.
У 1999 році владика Михаїл Сабрига відслужив архиєрейську Службу Божу та освятив новий престол. У 2007 році парафію відвідав владика Василій Семенюк.
При парафії діють такі спільноти:
- «Матері в молитві»
- Марійська дружина
- «Бетлехем» (з 2019)[джерело?]
- Вівтарне братство

## Парохи
- о. Роман Мароко,
- о. Олексій Полівчак,
- о. Богдан Цирулик,
- о. Михайло Куць,
- о. Василь Сивінський,
- о. Володимир Дутка,
- о. Володимир Заліський,
- о. Володимир Білінський(з 4 вересня 2000р до 10 квітня 2021р),
- о.Богдан Гавришко(з липня 2021р)